# یطافن
یطافن (به عربی: یطافن) یک شهرداری در الجزایر است که در استان تیزی وزو واقع شده‌است.